# حوزه انتخابیه دهم اوهایو
حوزه انتخابیه دهم اوهایو یک حوزه انتخابیه مجلس نمایندگان آمریکا است که در ایالت اوهایو قرار دارد.